# أحمد المهزع
أحمد المهزع (مواليد 3 أكتوبر 1987) لاعب كرة قدم بحريني يلعب حاليا لصالح نادي الدرجة الأولى الحالة البحريني في مركز المهاجم من 2015.

## الإنجازات

### المحرق
- الدرجة الأولى (6): 2006، 2007، 2008، 2009، 2011، 2015
- كأس ملك البحرين (5): 2008، 2009، 2011، 2012، 2013
- كأس ولي العهد (4): 2006، 2007، 2008، 2009
- كأس الاتحاد الآسيوي (1): 2008
- كأس الاتحاد البحريني (1): 2009
- كأس الخليج للأندية (1): 2012